# 白花大苞兰
白花大苞兰（学名：Sunipia candida）为兰科大苞兰属下的一个种。

## 扩展阅读
- 維基物種上的相關：白花大苞兰